# Sholay
Śole (pron.  AFI: [ˈʃoːleː]; in hindī शोले, in urdu شعلے‎?, lett. "Fiamme"; nella traslitterazione anglosassone Sholay) è un film del 1975, diretto da Ramesh Sippy e sceneggiato da Salim-Javed.

## Trama
Veeru e Jaidev sono due ladri che vengono ingaggiati dall'ex poliziotto Thakur Baldev Singh allo scopo di dare la caccia al famigerato bandito Gabbar Singh che, tempo prima, gli aveva massacrato la famiglia.

## Produzione
Il film è stato, all'epoca della sua uscita, un successo popolare di ragguardevoli dimensioni. Girato in luoghi montagnosi e isolati, è indicato come esempio di "curry western" e con elementi non distanti dai film realizzati da Sergio Leone.
Include elementi appartenenti a svariati generi narrativi come il musical, il melodramma e la commedia. Questo è il motivo per cui si può indicare Sholay come esempio di quel tipo di film, specifici della cinematografia dell'India, conosciuti come "masala film".
Il film include canzoni che sarebbero diventate molto popolari, come quella interpretata dagli attori Amitabh Bachchan e Dharmendra, intitolata Yeh Dosti.
Sholay nel tempo è diventato una sorta di icona cinematica a cui, in seguito, sono stati tributati vari tipi di omaggi tramite ammiccamenti e rifacimenti di qualche scena o dialogo incluso nel film.
Oltretutto Sholay è stato il film che più di altri ha fatto dell'attore Amitabh Bachchan una vera e propria leggenda di Bollywood, sia nel sentimento popolare, sia nell'opinione degli addetti ai lavori.
Sholay ha detenuto il record per la più lunga permanenza di un film nello stesso cinema: il film venne infatti riprodotto al cinema "Minerva" di Mumbai (Bombay) per 286 settimane consecutive (più di 5 anni).
Il record è stato interrotto solo quando il celebre regista indiano ideò un film di qualità nettamente inferiore a Sholay, che non segnò innovazioni come questo, ma che toccò il cuore romantico di milioni di indiani con la presenza di due titani di Bollywood: Shah Rukh Khan e la bella Kajol. Il film in questione è Dilwale Dulhaniya Le Jayenge (traduzione: "colui dal cuore impavido conquisterà la sposa") che, prodotto nel 1995, durò per più di 500 settimane (quasi 10 anni) nel cinema "Maratha Manidr, sempre a Mumbai.
Questa peculiarità diede modo a Aditya Chopra di essere inserito nel Guinness dei Primati come regista del film che durò più a lungo nello stesso cinema.

## Riconoscimenti
- 1975 - Filmfare Awards
  - Miglior montaggio
- 2005 - Filmfare Awards
  - Best Film of 50 Years